# 萨兰斯曼
萨兰斯曼（法語：Sarreinsming，法語發音：[saʁɛ̃smɛ̃]；洛林法兰克语：Äänsminge）是法国摩泽尔省的一个市镇，位于该省东部，主城区位于萨尔河右岸，属于萨尔格米讷区。

## 地理
萨兰斯曼（49°5'20"N, 7°6'31"E）面积6.98 平方千米，位于法国大東部大區摩泽尔省，该省份为法国东北部内陆省份，是洛林的一部分，西南接默尔特-摩泽尔省，东临下莱茵省，北与卢森堡和德国接壤。
与萨兰斯曼接壤的市镇（或旧市镇、城区）包括：布利斯埃贝尔桑、讷夫格朗日、雷梅尔凡、萨尔格米讷、维斯维莱尔、泽坦。

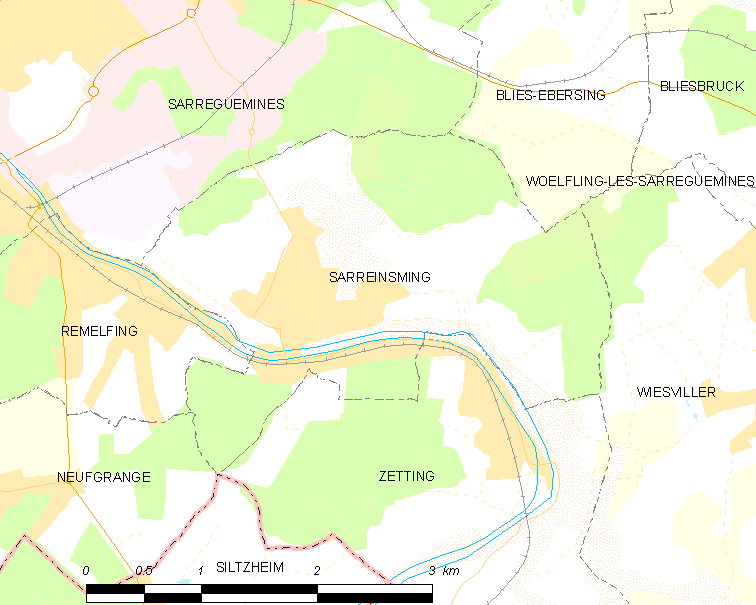
萨兰斯曼的OSM定位图

萨兰斯曼的时区为UTC+01:00、UTC+02:00（夏令时）。

## 行政
萨兰斯曼的邮政编码为57905，INSEE市镇编码为57633。

## 政治
萨兰斯曼所属的省级选区为萨尔格米讷县。

## 人口

1962-2008年间萨兰斯曼人口变化图示

萨兰斯曼于2022年1月1日时的人口数量为1206人。